# Ovia Nord Est
Ovia Nord Est est une zone de gouvernement local de l'État d'Edo au Nigeria,.

## Source
- (en) Cet article est partiellement ou en totalité issu de l’article de Wikipédia en anglais intitulé « Ovia North-East » (voir la liste des auteurs).